# Parhypochthonius stabelchodi
Parhypochthonius stabelchodi är en kvalsterart som beskrevs av Schweizer 1956. Parhypochthonius stabelchodi ingår i släktet Parhypochthonius och familjen Parhypochthoniidae. Inga underarter finns listade i Catalogue of Life.